# اکلاک
اکلاک (به آلمانی: Ecklak) یک شهر در آلمان است که در اشتاینبورگ (آلمان) واقع شده‌است.
 اکلاک  ۳۵۹ نفر جمعیت دارد.